# Begoña García-Diego
Begoña García-Diego y Ortiz (Madrid, 1926 - ibíd., 4 de septiembre de 2006) fue una periodista y escritora española.

## Biografía
Trabajó como periodista en el Diario ABC, con una sección denominada «Cuarto de estar», su suplemento Blanco y Negro, la revista Semana, y la revista cubana, Vanidades Continental (de la que fue redactora jefe). Ocasionalmente viajó por Europa para cubrir eventos singulares para distintas publicaciones españolas. Su carrera literaria está vinculada a Manuel Halcón y Mercedes Fórmica, quienes siempre le animaron a escribir novelas y ensayos. Se abre paso así en la literatura en 1957 cuando gana el Premio Café Gijón de novela con la obra, Bodas de plata. A esta siguió el ensayo, Chicas solas, una historia sobre la imagen de la mujer en la prensa a través de una recopilación de sus artículos periodísticos (1962). Ya en los años 1990 aparece el ensayo Los años locos y, en colaboración con otros autores, otros dos: Papeles sobre los novios y el noviazgo y Del mal amor y otras calamidades. Además del Café Gijón, fue finalista en el Premio Elisenda de Moncada. Desde 1994 hasta su fallecimiento fue presidenta de la Fundación Juanelo Turriano fundada por su hermano, José Antonio García-Diego y dedicada a divulgar el estudio de la técnica y la ciencia, en especial la historia de la ingeniería.